# Frans I van Nevers
Frans I van Nevers ook bekend als Frans I van Kleef (Cussy-en-Morvan, 2 september 1516 –  Nevers, 13 februari 1562) was van 1521 tot 1539 graaf en van 1539 tot aan zijn dood hertog van Nivernais, van 1521 tot aan zijn dood graaf van Eu en van 1553 tot aan zijn dood graaf van Rethel. Hij behoorde tot het huis van der Mark.

## Levensloop
Frans I was de enige zoon van graaf Karel II van Nevers en Maria van Albret, gravin van Rethel. Na de dood van zijn vader in 1521 werd hij graaf van Nevers en Eu. Wegens zijn minderjarigheid werd hij de eerste jaren van zijn regering onder het regentschap van zijn moeder geplaatst. Zijn moeder streed samen met haar zus Charlotte om de erfenis van hun voorvader Jan van Bourgondië. Als gevolg hiervan moest zij in 1525 onder meer het graafschap Rethel en de heerlijkheid Donzy afstaan aan de familie van Charlotte. De graafschappen Nevers en Eu wist zij voor Frans te behouden.
In 1537 nam Frans deel aan de veldtocht van maarschalk Anne van Montmorency tegen het hertogdom Savoye. In 1539 werd hij door koning Frans I van Frankrijk verheven tot hertog van Nevers en pair van Frankrijk, een beslissing die op 17 februari door het Parlement van Parijs werd bekrachtigd. In oktober 1545 werd hij benoemd tot gouverneur van Champagne en graaf van Brie. Na het overlijden van zijn nicht Claude van Foix in 1553 kwam hij eveneens in het bezit van de graafschappen Rethel en Beaufort en de heerlijkheden Orval, Donsy en Rosoy.
Nadat een conflict tussen Frankrijk en het huis Habsburg opnieuw een oorlog veroorzaakte, nam Frans het commando over van het Franse leger, dat door het Verdrag van Chambord de steun kreeg van de revolterende protestantse vorsten in het Heilige Roomse Rijk. Na de strijd in de Habsburgse Nederlanden nam hij op 10 april 1552 deel aan de verovering van de vesting van Metz. In 1553 kon hij deze stad succesvol verdedigen tegen het leger van keizer Karel V. In het verdere verloop van de oorlog kon eveneens de bisschopsstad Toul veroverd worden. De volgende jaren verdedigde Frans samen met Jacques d'Albon, heer van Saint-André, Champagne tegen aanvallen van keizerlijk-Spaanse troepen. In 1557 was hij de aanvoerder van het Franse leger dat bij de Slag bij Saint-Quentin vernietigend verslagen werd door een Spaans-Engels leger onder leiding van hertog Emanuel Filibert van Savoye. Frans ontsnapte aan gevangenschap en nam de leiding op van een leger dat Thionville in het hertogdom Luxemburg veroverde. Op 3 april 1559 eindigde de oorlog met het voor de Fransen nadelige Vrede van Cateau-Cambrésis.
In februari 1562 stierf Frans I van Nevers op 45-jarige leeftijd, een jaar nadat hij zich bekeerd had tot het calvinisme. 

## Huwelijken en nakomelingen
Op 19 januari 1538 huwde Frans met zijn nicht in de tweede graad Margaretha (1516-1559), dochter van hertog Karel van Bourbon-Vendôme. Ze kregen zes kinderen:
- Frans II (1540-1562), hertog van Nevers en graaf van Rethel
- Henriëtte (1542-1601), hertogin van Nevers en gravin en hertogin van Rethel, huwde in 1565 met Lodewijk Gonzaga
- Jacob (1544-1564), hertog van Nevers en graaf van Rethel
- Hendrik, jong gestorven
- Catharina (1548-1633), gravin van Eu, huwde eerst in 1560 met Anton III van Croÿ, graaf van Porcien, en daarna in 1570 met hertog Hendrik van Guise
- Maria (1553-1574), huwde in 1570 met prins Hendrik I van Bourbon-Condé

In 1560 huwde hij met zijn tweede echtgenote Maria van Bourbon-Vendôme (1539-1601), gravin van Saint-Pol. Dit huwelijk bleef kinderloos.